# Kuchyně Šalomounových ostrovů

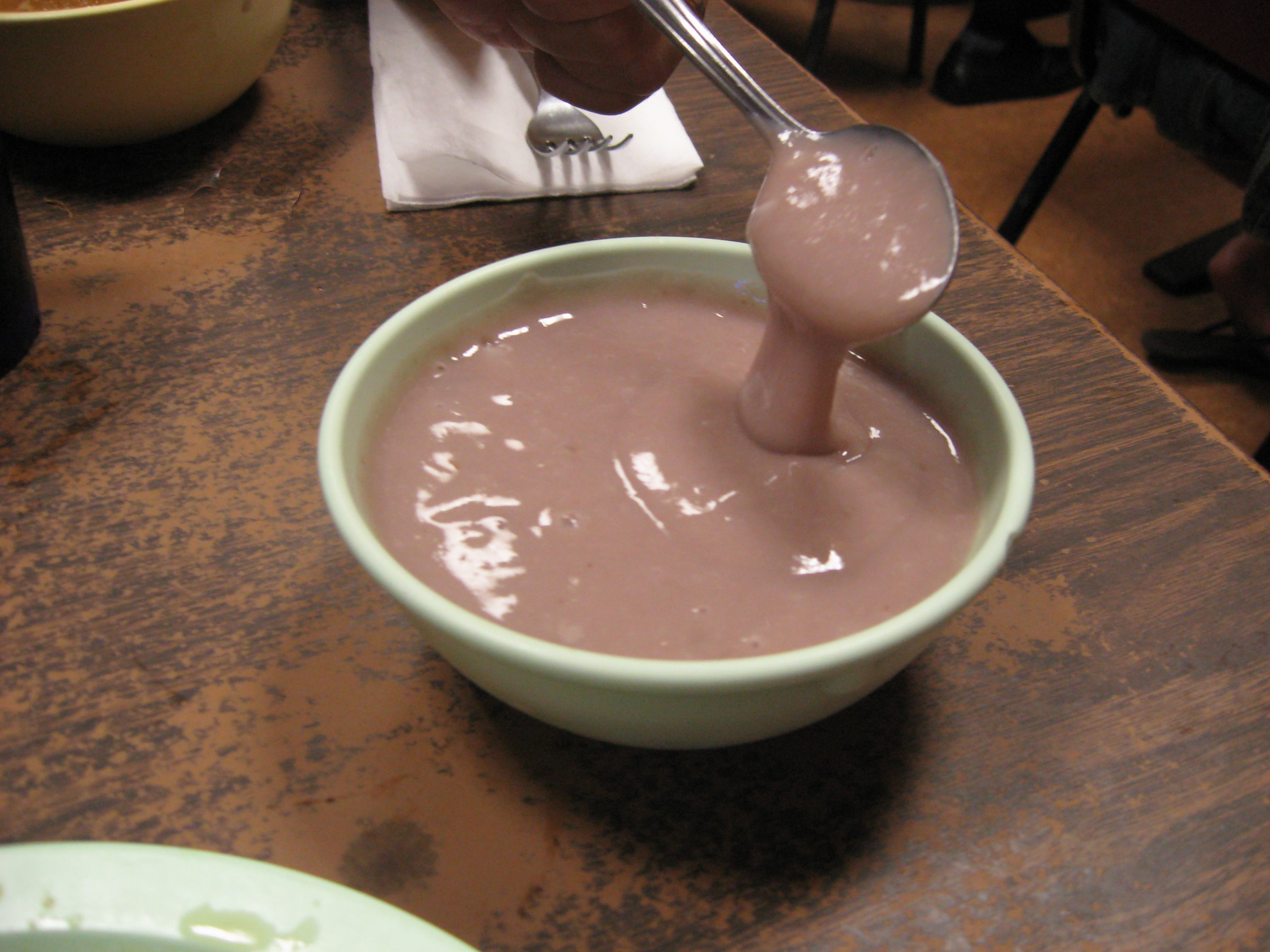
Kaše z poi

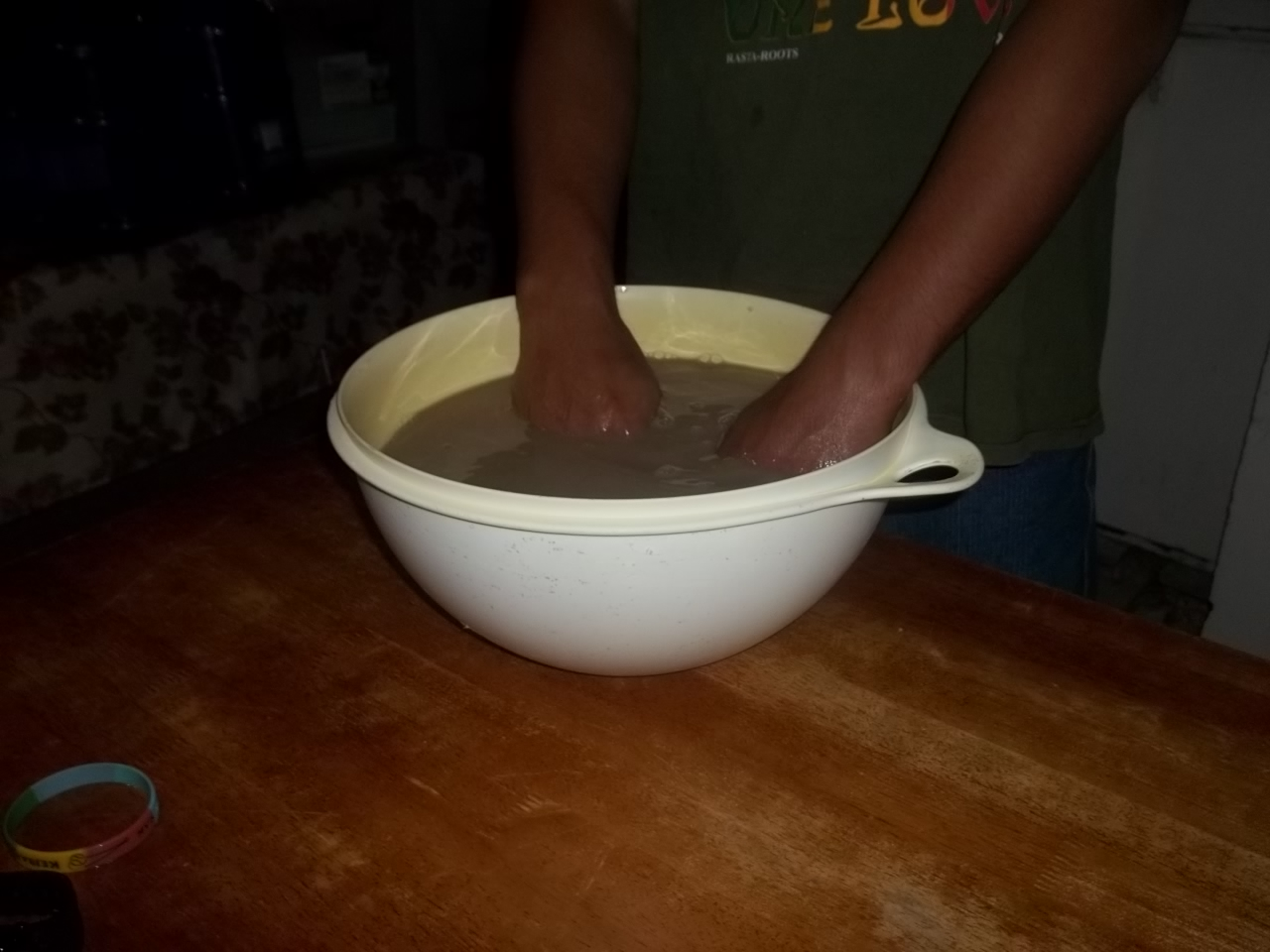
Kava

Kuchyně Šalomounových ostrovů vychází z místní domorodé kuchyně a z vlivů ze španělské kuchyně, asijské kuchyně (především čínské, thajské a indické), ale i z britské kuchyně. Základní potravinou jsou ryby, ale i různé druhy tropického ovoce, batáty (sladké brambory), rýže, taro (kolokázie jedlá) nebo maniok. Kromě tradičních pokrmů se lze setkat i s pokrmy z asijské a evropské kuchyně.

## Příklady pokrmů a nápojů ze Šalomounových ostrovů
Příklady pokrmů a nápojů ze Šalomounových ostrovů:
- Poi, pokrm jehož základem jsou fermentované kořeny taro
- Maniokový pudink[3]
- Kari z kokosového mléka a zelené papáji[4][5]
- Kava, nápoj z pepřovníku opojného s psychadelickými účinky[6][7]
- Pivo, místní značka se nazývá Solbrew[8]